# もう一度夜を止めて
「もう一度夜を止めて」（もういちどよるをとめて）は、1987年10月21日に発売された崎谷健次郎の通算3枚目のシングル。「HALF MOON」（ハーフ・ムーン）をカップリング曲に収録。シングルカセットも同時発売。
同年12月5日、「夏のポラロイド」「思いがけないSITUATION」の既発シングル2曲と併せて、ポニーキャニオン独自企画の「シングルCD3」として発売。

## 解説
1. もう一度夜を止めて
  - シチズン「ライトハウス」のテレビコマーシャルイメージソング（1987年）として起用。
  - 映画『いとしのエリー』（1987年、東宝、監督：佐藤雅道、主演：前田耕陽、国生さゆり）挿入歌。
  - 映画『孔雀王』（1988年、東宝）では、「IF EVER YOU FALL」（英語詞：BANDIT）の英語ヴァージョンが挿入歌として起用[2]。
  - ドラマ『東京ラブストーリー』（1991年、フジテレビ）挿入歌。
  - ドラマ『恋する日曜日』（2003年、BS-i）主題歌。
  - 崎谷が21歳時分の制作作品である[3]。
  - Two-Two-One.スタジオにて収録[2]
  - レコードジャケットは、暖色に照らされた部屋に置かれた丸テーブルに握りこぶしの右手を伸ばしたジャケット姿の崎谷が左下に視線を下して着席する姿を写している。CD3も同じ[4]。シングルカセットでは、握りこぶしではなく頬杖をついている姿で異なる[5]。
  - 1st.アルバム『DIFFERENCE』収録予定だったがタイアップ時期の関係で見送られ、2nd.アルバム『Realism』に、弾き語りによるrequestバージョンとして収録[2]。
  - 10th.アルバム『PIECE OF DREAMS』には、2010ver.と同instrumentalを収録。
  - 12th.アルバム『SIGNS』には、2017ver.を収録。
  - 2nd.ベストアルバム『KENJIRO SAKIYA COMPLETE BEST Love Ballads』には、シングルバージョンが収録。
  - 3rd.ベストアルバム『崎谷健次郎 BEST COLLECTION』にはシングルバージョンが収録。
  - 4th.ベストアルバム『崎谷健次郎 GOLDEN☆BEST』にはシングルバージョンが収録。
  - 5th.ベストアルバム『プラチナムベスト 崎谷健次郎〜Mellow Groove Collection〜』にはシングルバージョンが収録。
  - 2nd.インストゥルメンタルアルバム『KENJIRO SAKIYA HAND MADE MUSIC BOX "BRIDAL EDITION" 』にはオルゴールバージョンが収録。
  - 3rd.インストゥルメンタルアルバム『SAKIYA PLAYS HIS SONGS / piano instrumental "PIANISM"』にはピアノ・インストゥルメンタルバージョンが収録。
  - 4th.インストゥルメンタルアルバム『PIANOIR ～Sakiya plays his songs～』にはピアノ・インストゥルメンタルバージョンが収録。
  - 5th.インストゥルメンタルアルバム『BOSSA DRIVE』にはピアノ・インストゥルメンタル・ボサノババージョンが収録。
  - オムニバスアルバム『孔雀王サウンドトラック』には、「IF YOU EVER FALL」と題して英語ヴァージョンが収録。
  - カヴァーしたアーティスト一覧
    - 1992年9月11日、軽井沢プリンスホテルで開催されたライヴ"ANOTHER SCENE IN KARUIZAWA vol.2"で、楠瀬誠志郎がカヴァーを披露[6]。
    - 1995年7月1日、リゾナーレビブレクラブ小淵沢で開催されたアコースティック・ライヴ"ANOTHER SCENE IN RESONARE vol.4 "で、かとうれいこがカヴァーを披露[7]。
    - 1999年7月7日、BLUES ALLEY JAPANで開催されたライヴ"Ken's Bar"で、平井堅がカヴァーを披露[8]。
    - 2005年11月9日、Skoop On Somebodyが両A面シングル「誰かが君を想ってる」に、ライヴで好評だったことを受け、カヴァー収録[9]。
    - 2006年2月22日、Skoop On Somebodyが7th.アルバム『Pianoforte』に、「もう一度夜をとめて（club SOS version)」をカヴァー収録[10]。
    - 2009年2月7日、東京文化会館で開催されたコンサート"POPULAR WEEK produced by 大友直人「武部聡志×川江美奈子」"では、川江がピアノ弾き語りカヴァーで披露[11]。
    - 2010年9月1日、10th.アルバム『PIECE OF DREAMS』に「もう一度夜を止めて（2010ver.）」「同〜instrumental〜」として、崎谷自身が23年ぶりにリメイクし収録[12]。
    - 2012年2月29日、東京・世田谷ZESTで開催されたライヴ"名手久詞&成田圭LIVE"で、成田圭がカヴァーを披露[13]。
    - 2013年11月20日、ダイアモンド☆ユカイがカヴァーアルバム『RESPECTⅡ』にカヴァーを収録。ユカイは「俺が歌うとロッドスチュワートのような雰囲気になるんじゃないかと思って歌ってみたら予想通り、ロックのバラードになったぜ。自分自身、かなり気に入っている!」[14]ため、"男が惚れる男の歌"として集めたアルバムの代表曲としてPVを制作し、広告媒体に用いられている。
    - 2017年9月6日、12th.アルバム『SIGNS』に「もう一度夜を止めて（2017ver.）」として、崎谷自身が2010年以来、7年ぶりにリメイクし収録。[15]。
2. HALF MOON
  - 1st.アルバム『DIFFERENCE』からのリカット収録。

## 収録曲
シングルレコード
1. もう一度夜を止めて
作詞：秋元康、作曲：崎谷健次郎、編曲：崎谷健次郎 / 武部聡志
2. HALF MOON
作詞：有木林子、作曲 / 編曲：崎谷健次郎

シングルCD3
1. もう一度夜を止めて
作詞：秋元康、作曲：崎谷健次郎、編曲：崎谷健次郎 / 武部聡志
2. 夏のポラロイド
作詞：秋元康、作曲：崎谷健次郎、編曲：崎谷健次郎 / 武部聡志
3. 思いがけないSITUATION
作詞：秋元康、作曲 / 編曲：崎谷健次郎

## 関連作品
- 「誰かが君を想ってる / もう一度夜をとめて」- Skoop On Somebodyの通算25枚目のシングル。
- 『Pianoforte』- Skoop On Somebodyの通算7枚目のアルバム。
- 『RESPECTⅡ』- ダイアモンド☆ユカイの通算2枚目のカヴァーアルバム。